# إصمام الشريان البروستاتي
إصمام الشريان البروستاتي أو إصمام شريان البروستات تقنية غير جراحية قيد التطوير لعلاج تضخم البروستات الحميد. على الرغم من إجراء الأبحاث المتزايدة على إصمام الشريان البروستاتي إلا أن هذه التقنية مازالت في مرحلة بدائية.
ينطوي الإجراء على إيقاف تدفق الدم في الفروع الصغيرة للشريان البروستاتي عبر حقن جزيئات ميكروية باستعمال قثطرة صغيرة ما يؤدي إلى إنقاص حجم غدة البروستات. يعد هذا الإجراء جراحة طفيفة التوغل تُجرى تحت التخدير الموضعي في العيادة الخارجية.

## علاج الأعراض البولية السفلية
قد يعاني الرجال المصابون بتضخم البروستات من أعراض انسداد السبيل البولي السفلي، من هذه الأعراض الإحساس بعدم إفراغ المثانة التام بعد التبول أو عدم القدرة على التبول أو ضعف تدفق البول أو الحاجة إلى التبول مرارًا (توقظ المريض من النوم عادةً). إذا أعاقت الأعراض الحياة، يتلقّى المريض بدايةً العلاج الأولي بالأدوية الفموية مثل حاصرات مستقبلات ألفا 1 أو مثبطات الإنزيم 5 ألفا ريدوكتاز أو مثبطات الإنزيم فوسفو دي إستيراز5. المصابون بالأعراض المترقية أو الشديدة الذي لا يجدون تحسّنًا في الأعراض بعد تناول الأدوية يكونون تقليديًا مرشحين للجراحة، تبعًا للمعايير العلاجية.
ولكن تظهر بعض المشاكل عند اتباع أسلوبي التدبير الدوائي أو الجراحي، منها الآثار السلبية غير المرغوبة والفعالية المختلفة. فمثلًا، قد تتأذى الوظيفة الجنسية أو يظهر انخفاض الضغط الانتصابي عند المعالجة بمثبطات الإنزيم 5 ألفا ريدوكتاز. إصمام الشريان البروستاتي  خيار علاجي صاعد يجنب المريض مخاطر تناول الدواء جهازيًا أو الخضوع للجراحة.
نُشر أول تقرير حول إصمام الشريان البروستاتي الانتقائي الذي نجح في تحسين الأعراض في العام 2000. منذ ذلك الوقت، أُجريت التجارب السريرية الاستباقية على أعداد صغيرة من المرضى، وصلت إلى 200 مريض تقريبًا. أظهرت النتائج انخفاض حجم غدة البروستات وانخفاض مستوى المستضد الخاص بالبروستات وذروة تدفق البول وحجم البول المتبقي بعد إفراغ المثانة والأعراض البولية الذاتية عند المعالَجين بإصمام الشريان البروستاتي.

## الآثار الجانبية
إصمام الشريان البروستاتي إجراء حديث، مازلنا بحاجة إلى المزيد من البيانات لتحديد معدل حدوث الآثار الجانبية. معظم الآثار الجانبية ناتجة عن استهداف مواقع خاطئة وبالعادة تحدّ ذاتها بطبيعتها.
تشمل متلازمة ما بعد الإصمام الألم والحمى الخفيفة والتوعك والغثيان والإقياء والتعرق الليلي ويشيع حدوثها بعد الإجراء، تعالج باستخدام مضادات الالتهاب اللاستيروئيدية وغيرها من المواد المسكنة.
وفقًا لمراجعة منهجية للتجارب السريرية، الآثار الجانبية الأشيع هي الاحتباس البولي الحاد، النزف الشرجي، الألم، ظهور الدم في البول/المني، عدوى المجاري البولية. المضاعفات الخطيرة غير شائعة ومنها تسلخ الشريان واحتشاء جدار المثانة والعدوى المعنّدة في السبيل البولي السفلي.
وجدت دراسة استباقية في مركز واحد أن معدل حدوث المضاعفات الكلي يصل إلى 2.6% معظمها أعراض بسيطة، منها تدمّي المني والإسهال والرض الإحليلي بسبب إدخال القثطرة البولية. قد تستدعي عدوى السبيل البولي في شكلها الشديد المعالجة بإعطاء المضادات الحيوية الوريدية.

## العملية
بعد التخدير الموضعي، يؤمن اختصاصي الأشعة التدخّلية المدخل إلى الجهاز الشرياني عبر الشريان الفخذي أو الشريان الكعبري، وذلك بتوجيه الأمواج فوق الصوتية، باستخدام إبرة جوفاء تسمّى المِبزل. يُدخَل الدليل عبر الإبرة ثم يُزال المِبزل. تُدخل قُنية حول سلك الدليل وتُزلّق ويُزال الدليل بعد أن تصل إلى المكان المطلوب. تسمح هذه القنية بإدخال غمد في الشريان. تحقن مادة ظليلة في الغمد تحت الإرشاد بالتصوير الظليل (الكشف الفلوري) الذي يُظهر الأوعية الدموية. تُستخدم هذه التقنية للمساعدة في تحديد موقع الشريان البروستاتي ودفع القثطرة إلى فوهته. تُحقن بعد ذلك جزيئات من كحول البولي فينيل في الشريان البروستاتي. يؤدي الكحول إلى الانصمام (انسداد الشريان) ما يمنع تدفق الدم إلى البروستات، مؤديًا إلى انخفاض حجم البروستات بشكل وظيفي.